# ژئو آندره
ژئو آندره (فرانسوی: Géo André‎؛ ۱۳ اوت ۱۸۸۹ – ۴ مهٔ ۱۹۴۳) دونده سرعت، ورزشکار پرش ارتفاع و بازیکن راگبی ۱۵ نفره اهل فرانسه بود.
وی در مسابقات کشوری و بین‌المللی در مجموع برندهٔ ۱ مدال نقره، ۱ مدال برنز شده‌است.